# Wahlenbergia tuberosa
Wahlenbergia tuberosa là loài thực vật có hoa trong họ Hoa chuông. Loài này được Hook.f. miêu tả khoa học đầu tiên năm 1875.